# Памятники жертвам Холокоста

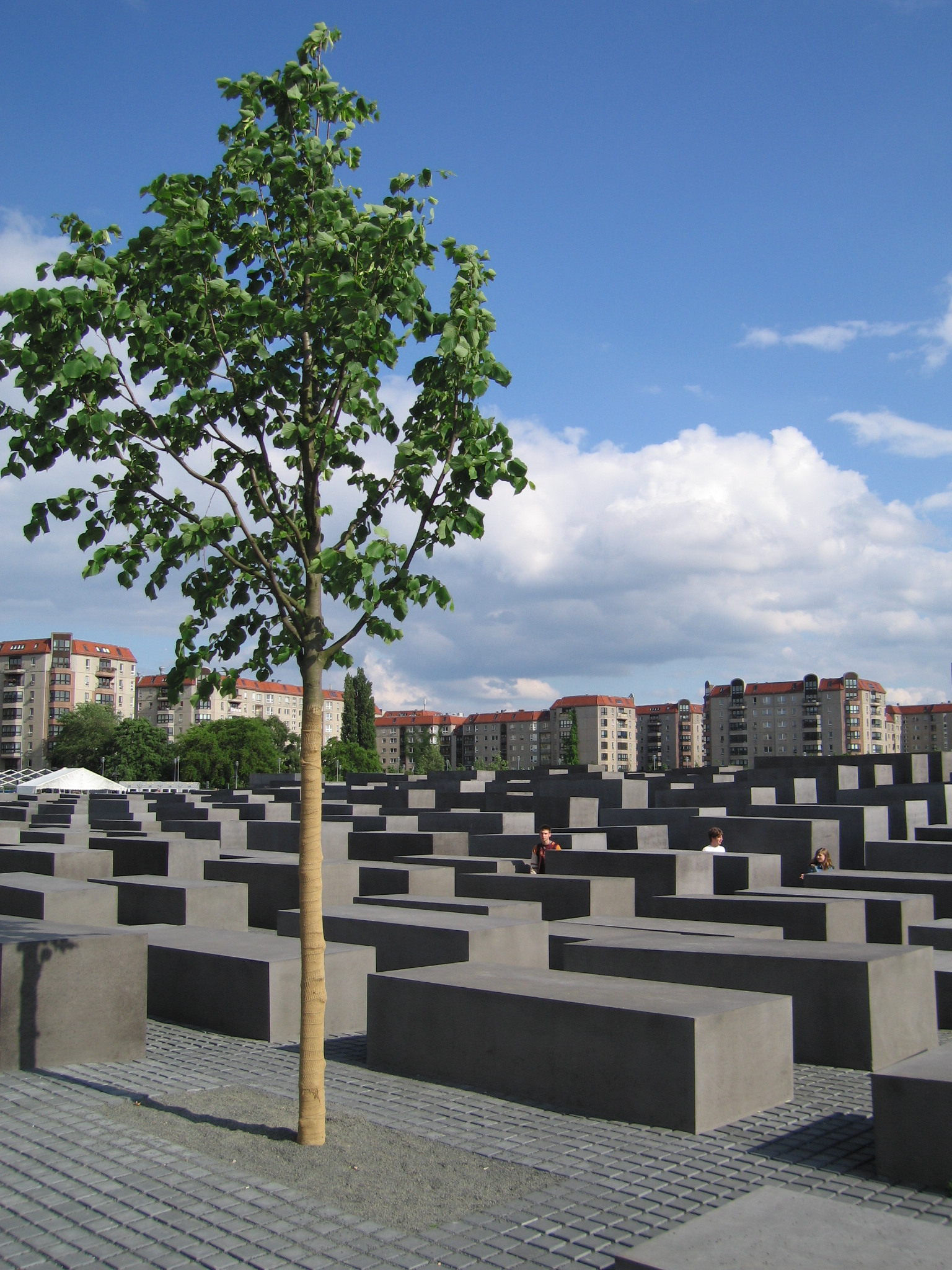
Мемориал памяти убитых евреев Европы в Берлине

Памятники жертвам Холокоста — мемориальные сооружения, установленные в память жертв Холокоста — евреев, цыган и других меньшинств, которые подвергались преследованию и уничтожению со стороны нацистов, их союзников и коллаборационистов в годы Второй мировой войны.
Существуют тысячи памятников, посвящённых жертвам нацистских преследований и массовых убийств. Новые памятники появляются ежегодно. Учёные обобщают сведения о памятниках жертвам Холокоста с конца 1960-х годов.

## История
Самые первые памятники (например, в Майданеке в 1953 и в память восстания в Варшавском гетто в 1948) символизировали сопротивление геноциду. Вторая волна создания мемориалов была посвящена жертвам концентрационных лагерей, например в Польше в Освенциме, в Бельгии в Бреендонке и в Чехословакии в Терезине. В этом случае инициаторы столкнулись с проблемой сохранения аутентичных объектов, поскольку многие лагеря были разрушены или перестроены.
Новый этап, примером которого является мемориал в Дахау, созданный в 1950-е годы, характеризуется тем, что выжившие работали в тесном контакте с государственными организациями и путём международных конкурсов искали наилучшие формы воплощения. Фактически именно в этот период были заложены основы подхода к отображению Холокоста в мемориальных сооружениях.

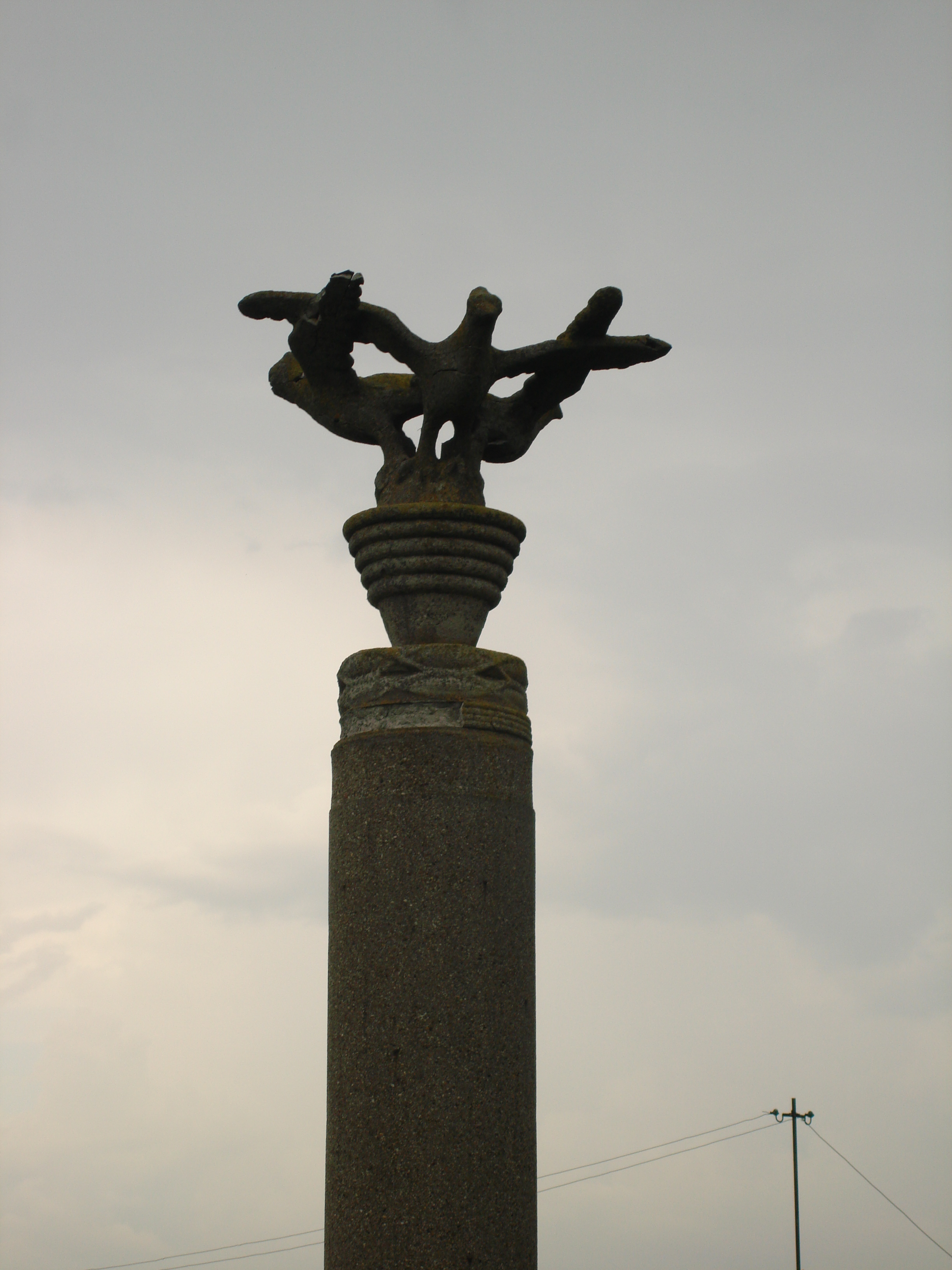
Колонна «Три орла» в Майданеке — 1943 год

Первый мемориал Холокоста был создан в мае 1943 года на территории концлагеря Майданек. Еврейская символика почти не использовалась в мемориалах в концлагерях до 1960 года, когда масштабы геноцида стали публично обсуждаться. Первые символы были взяты из обозначений, применявшихся в концлагерях: колючая проволока, караульные вышки, знаки сегрегации заключённых. Впоследствии добавились символы более связанные конкретно с Холокостом: например, вагоны и рельсы, обозначающие депортацию, желтая звезда, менора и другие. Используются также цифры (например, 6 млн погибших) или элементы, символизирующие массовую гибель.